# Cristi Puiu
Pour les articles homonymes, voir Puiu.
Cristi Puiu, né le 3 avril 1967 à Bucarest, est un réalisateur roumain dont le film le plus connu est La Mort de Dante Lazarescu. Il est le précurseur de "La nouvelle vague roumaine"

## Biographie
Passionné de peinture, Cristi Puiu déclare avoir découvert le cinéma grâce à un oncle cinéphile et surtout au film de Jim Jarmusch, Stranger Than Paradise.
Il suit entre 1992 et 1996 les cours de l'École supérieure d'arts visuels (ESAV) de Genève : d'abord dans la section peinture, ensuite cinéma et vidéo. Il en sort diplômé dans la catégorie mise en scène.
Il crée, avec un ami roumain exilé à Glasgow, ainsi qu'avec son épouse, une maison de production. Le choix du nom de celle-ci, La Mandragore, n'est pas un hasard. Il compare cette plante à deux visages avec le cinéma. Voici son credo artistique : « Le cinéma, pour moi, c'est le médicament qui me permet d'extraire de mon corps le caillou qui me fait mal. »

## Filmographie
- 2001 : Marfa și banii (La Marchandise et l'argent)
- 2004 : Un cartuș de Kent și un pachet de cafea (Une cartouche de cigarettes Kent et un paquet de café) (court-métrage)
- 2005 : La Mort de Dante Lazarescu (Moartea domnului Lăzărescu)
- 2010 : Aurora
- 2013 : Trois exercices d'interprétation
- 2014 : Les Ponts de Sarajevo - segment Das Spektrum Europas du film collectif
- 2016 : Sieranevada
- 2020 : Malmkrog
- 2023 : MMXX

## Récompenses
- Festival du film de Cottbus 2001 : Prix Findling pour Marfa și banii (La Marchandise et l'argent)
- Festival de Thessalonique : Prix Fipresci pour Marfa și banii
- Festival Premiers Plans d'Angers 2002 : Prix Procirep pour Marfa și banii
- Berlinale 2004 : Ours d'or du court métrage et Prix UIP Berlin pour Un cartuș de Kent și un pachet de cafea [5]
- Festival de Cannes 2005 : Prix Un certain regard pour La Mort de Dante Lazarescu
- Festival de Chicago 2005 : Prix spécial du jury pour La Mort de Dante Lazarescu
- Festival de Namur 2005 : Bayard d'or et mention spéciale du meilleur premier film pour La Mort de Dante Lazarescu
- Festival IndieLisboa 2006 : Mention spéciale pour La Mort de Dante Lazarescu
- Festival de Karlovy Vary 2010 : Prix East of West pour Aurora
- Festival de Chicago 2016 : Prix de la mise en scène pour Sieranevada
- Berlinale 2020 : Prix de la mise en scène de la section Encounters pour Malmkrog[6]